# Karl August von Schaeffer
Karl August von Schaeffer (* 2. März 1745 in Groningen, Niederlande; † 20. Februar 1827 auf Lippehne) war ein preußischer Generalmajor.

## Leben

### Herkunft
Seine Eltern waren der holländische Hauptmann Karl von Schäfer und dessen Ehefrau Emilie, geborene Otto.

### Militärkarriere
Schaeffer besuchte ab dem 17. März 1758 das Kadettenhaus in Berlin und wurde am 9. September 1762 als Junker bei den „Bayreuth-Dragonern“ der Preußischen Armee angestellt. Mit diesem Regiment beteiligte er sich noch am Siebenjährigen Krieg. Am 3. August 1763 wurde er Fähnrich und am 10. Oktober 1765 Sekondeleutnant. Während des Bayerischen Erbfolgekrieges kämpfte Schaeffer im Gefecht bei Zuckmantel. Nach dem Krieg wurde er am 7. Oktober 1782 Premierleutnant und avancierte bis 9. Januar 1791 zum Major. Am 9. Dezember 1792 wurde er zum Eskadronchef ernannt und nahm als solcher am Ersten Koalitionskrieg teil. Schaeffer kämpfte bei der Kanonade von Valmy sowie den Gefechten bei Frankfurt am Main, Hochheim, Türkheim, Weißenburg und Kreuznach als auch den Schlachten bei Kaiserslautern und Moorlautern wie den Belagerungen von Verdun, Valenciennes und Landau. Für Türkheim erhielt Schaeffer am 1. April 1793 den Orden Pour le Mérite. Nach dem Krieg wurde er am 26. Mai 1799 Oberstleutnant und am 25. Mai 1801 Oberst. Im Vierten Koalitionskrieg kämpfte Schaeffer in der Schlacht bei Auerstedt und in den Gefechten bei Zehdenick, Dirschau sowie der Verteidigung von Danzig. In der Zeit wurde er am 25. August 1806 Kommandeur des II. Bataillon, am 28. März 1807 Regimentskommandeur und am 19. Juni 1807 für seine Verdienste während der Belagerung zum Generalmajor befördert. Am 4. Oktober 1808 erhielt Schaeffer seinen Abschied mit 800 Talern Pension und der Genehmigung zum Tragen seiner Regimentsuniform. Er wurde nach seinem Tod am 23. Februar 1827 auf Instinenhoff bei Kerkow (Kreis Soldin) beigesetzt.
In seiner Beurteilung aus dem Jahr 1804 schrieb der General von Kalckreuth: „Allgemein geschätzt, ein ganz vortrefflicher, im Kriege und im Frieden fähiger Officier“.

### Familie
Schaeffer heiratete am 16. Januar 1793 in Pasewalk Henriette Dorothea Hanow (* 4. Mai 1776; † 6. Dezember 1830), eine Tochter des Leutnants der Artillerie Christian Friedrich Hanow. Das Paar hatte mehrere Kinder:
- Heinrich August Friedrich (* 14. Januar 1792; † 12. Juli 1868), Major a. D.
- Karl Heinrich August (* 20. März 1796; † 8. Januar 1849), Major im Kriegsministerium
- Emilie
- August Philipp Otto (* 17. Mai 1803)